# Погром в Тверии
Погром в Тверии (ивр. הטבח בטבריה‎) — еврейский погром, совершённый арабами в городе Тверия в ночь на 2 октября 1938 года. В ходе погрома 70 арабов убили 19 евреев, включая 11 детей.

## Исторический фон
В ходе заселения евреями Эрец-Исраэль община Тверии резко увеличилась, к 1917 году они составляли здесь большинство. Согласно переписи 1931 года, в городе проживало 5381 евреев, что составляло 63,9 % от общего числа жителей.

## Предшествующие события
Погром в Тверии был частью арабского восстания, начавшегося в городе Яффы, когда последователи убитого британцами в 1935 году шейха Изз ад-Дин аль-Кассама начали всеобщую забастовку и кампанию неподчинения властям. В первые дни беспорядков арабами было убито 85 евреев, а также пострадали несколько британцев.
В 1936 г. на конференции арабских партий в Наблусе был избран Верховный арабский комитет во главе с Амином аль-Хусейни, возглавивший восстание.

## Погром
Вечером 1 октября арабы перекрыли все дороги, ведущие в Тверию, грудами камней и с 9 вечера начали обстрел города со всех направлений. Одновременно с северо-востока в Тверию проникли 70 арабских погромщиков, разделившихся на две группы. Одна группа атаковала правительственное здание, а затем подожгла его и склад управления общественных работ.
Вторая группа беспрепятственно проникла в квартал Кирьят Шмуэль, где врывалась в дома, убивала жителей, а потом поджигала их жилища. В одном доме погромщики убили мать и её пятерых детей, в другом — семью из четырёх человек. Синагога была сожжена, а синагогальный служка убит рядом со свитком Торы.
Погром продолжался около сорока минут. Двое поспешивших на помощь охранников попали в засаду и были убиты, а их оружие похищено. Около наблюдательной вышки арабы наткнулись на засаду особой ночной роты, и пятеро погромщиков были застрелены.
В квартале Кирьят Шмуэль, насчитывавшем 2 тысячи жителей, только 36 из них были действующими бойцами «Хаганы», но в момент нападения на месте оказались лишь 15 бойцов, которые не могли обеспечить защиту всех позиций.
Согласно отчету правительства Великобритании Лиге наций за 1938 год:
- «Это было четко организованное и жестокое (убийство). Из 19 убитых евреев, включая женщин и детей, все, кроме четырех, были заколоты»[4].

Алекс Моррисон, водитель грузовика, англичанин, симпатизировавший арабам, писал:
- «Они оставили после себя самое страшное, что я видел в своей жизни… Обнаженные тела женщин, свидетельствующие о том, что ножи были использованы самым страшным образом. Все ещё тлеющие тела детей, видимо подожженные бензином в детской комнате.»[5][6]

## Жертвы
В результате погрома было убито 19 человек, в том числе 11 детей :
- Рахель Мизрахи и её пятеро детей
- сёстры Дебора, Ривка и Хава Лаймер
- Йешуа и Роза бен Арье и их маленькие дети Арик и Зоар
- Моше и Менахем Катин
- Яаков Зальц
- Яаков Гросс
- Исраэль Фоксман
- Цви Ихезкилевич

27 октября того же года арабы застрелили Заки Альхадифа (Алхарифа), который в тот период был единственным мэром-евреем города со смешанным населением в Палестине и пользовался поддержкой как евреев, так и арабов.

## Последствия
После погрома «Иргун» предложил «Хагане» провести ответную операцию возмездия для предотвращения подобного в будущем, но «Хагана» не дала на это согласия.
«Хагана» создала специальную следственную комиссию под руководством Иосефа Авидара, которая вскрыла многочисленные промахи в защите города и предложила меры по их устранению и укреплению охраны.